# Дукулешть
Дукулешть, Дукулешті (рум. Duculești) — село у повіті Горж в Румунії. Входить до складу комуни Самарінешть.
Село розташоване на відстані 244 км на захід від Бухареста, 32 км на південний захід від Тиргу-Жіу, 80 км на північний захід від Крайови.

## Населення
За даними перепису населення 2002 року у селі проживали 103 особи, усі — румуни. Усі жителі села рідною мовою назвали румунську.